# Podpieczary
Podpieczary (ukr. Підпечери, Pidpeczery) – wieś na Ukrainie, w obwodzie iwanofrankiwskim, w rejonie tyśmienickim. W 2001 roku liczyła 2568 mieszkańców.
Wieś została założona w 1527 roku. Była własnością Potockich. W II Rzeczypospolitej miejscowość stanowiła początkowo oddzielną gminę wiejską. 1 sierpnia 1934 roku w ramach reformy na podstawie ustawy scaleniowej została włączona do gminy wiejskiej Uhorniki w powiecie stanisławowskim, w województwie stanisławowskim.

## Właściciele
- Adam Potocki (1804–1890) – zmarł tutaj[1]